# МТВ филмска награда за најбољу улогу
МТВ филмска награда за најбољу улогу (енгл. MTV Movie Award for Best Performance) једна је од МТВ филмских награда коју додељује телевизијска мрежа МТВ. Додељује се у две категорије - за најбољу мушку и за најбољу женску улогу, мада су 2006. и 2007. биле спојене у једну.

## 1990-e
| 1992.                                        |                                                     |
| Најбоља мушка улога                          | Најбоља женска улога                                |
| Арнолд Шварценегер (Терминатор 2: Судњи дан) | Линда Хамилтон (Терминатор 2: Судњи дан)            |
| Кевин Костнер (Робин Худ: Краљ лопова)       | Џина Дејвис (Телма и Луиз)                          |
| Роберт де Ниро (Рт страха)                   | Ребека Де Морнеј (Рука која је љуљала колевку)      |
| Вал Килмер (Дорси)                           | Мери Елизабет Мастрантонио (Робин Худ: Краљ лопова) |
|                                              | Џулија Робертс (Умрети млад)                        |
| 1993.                                        |                                                     |
| Најбоља мушка улога                          | Најбоља женска улога                                |
| Дензел Вошингтон (Малком Икс)                | Шерон Стоун (Ниске страсти)                         |
| Кевин Костнер (Телохранитељ)                 | Џина Дејвис (Њихова лига)                           |
| Том Круз (Неколико добрих људи)              | Вупи Голдберг (Сестре у акцији)                     |
| Мајкл Даглас (Ниске страсти)                 | Витни Хјустон (Телохранитељ)                        |
| Џек Николсон (Неколико добрих људи)          | Деми Мур (Неколико добрих људи)                     |
| 1994.                                        |                                                     |
| Најбоља мушка улога                          | Најбоља женска улога                                |
| Том Хенкс (Филаделфија)                      | Џенет Џексон (Поетска правда)                       |
| Том Круз (Фирма)                             | Анџела Басет (Шта љубав има с тим)                  |
| Харисон Форд (Бегунац)                       | Деми Мур (Непристојна понуда)                       |
| Вал Килмер (Тумстоун)                        | Џулија Робертс (Досије пеликан)                     |
| Робин Вилијамс (Госпођа Даутфајер)           | Мег Рајан (Бесани у Сијетлу)                        |
| 1995.                                        |                                                     |
| Најбоља мушка улога                          | Најбоља женска улога                                |
| Бред Пит (Интервју са вампиром)              | Сандра Булок (Брзина)                               |
| Том Хенкс (Форест Гамп)                      | Џејми Ли Кертис (Истините лажи)                     |
| Брендон Ли (Врана)                           | Џоди Фостер (Нел)                                   |
| Кијану Ривс (Брзина)                         | Мег Рајан (Када човек воли жену)                    |
| Џон Траволта (Петпарачке приче)              | Ума Терман (Петпарачке приче)                       |
| 1996.                                        |                                                     |
| Најбоља мушка улога                          | Најбоља женска улога                                |
| Џим Кери (Ејс Вентура: Зов природе)          | Алиша Силверстон (Откачена плавуша)                 |
| Мел Гибсон (Храбро срце)                     | Сандра Булок (Док си ти спавао)                     |
| Том Хенкс (Аполо 13)                         | Мишел Фајфер (Опасни умови)                         |
| Бред Пит (Дванаест мајмуна)                  | Сузан Сарандон (Мртав човек хода)                   |
| Дензел Вошингтон (Гримизна плима)            | Шерон Стоун (Казино)                                |
| 1997.                                        |                                                     |
| Најбоља мушка улога                          | Најбоља женска улога                                |
| Том Круз (Џери Магвајер)                     | Клер Дејнс (Ромео и Јулија)                         |
| Леонардо Дикаприо (Ромео и Јулија)           | Сандра Булок (Време за убијањ)                      |
| Еди Мерфи (Откачени професор)                | Нев Кембел (Врисак)                                 |
| Вил Смит (Дан независности)                  | Хелен Хант (Торнадо)                                |
| Џон Траволта (Феномен)                       | Мадона (Евита)                                      |
| 1998.                                        |                                                     |
| Најбоља мушка улога                          | Најбоља женска улога                                |
| Леонардо Дикаприо (Титаник)                  | Нев Кембел (Врисак 2)                               |
| Николас Кејџ (Украдено лице)                 | Вивика А. Фокс (Храна за душу)                      |
| Мет Дејмон (Добри Вил Хантинг)               | Хелен Хант (Добро да боље не може бити)             |
| Самјуел Л. Џексон (Џеки Браун)               | Џулија Робертс (Венчање мог најбољег друга)         |
| Џон Траволта (Украдено лице)                 | Кејт Винслет (Титаник)                              |
| 1999.                                        |                                                     |
| Најбоља мушка улога                          | Најбоља женска улога                                |
| Џим Кери (Труманов шоу)                      | Камерон Дијаз (Има нешто у вези Мери)               |
| Бен Афлек (Армагедон)                        | Џенифер Лав Хјуит (Велика матурска журка)           |
| Том Хенкс (Спасавање редова Рајана)          | Џенифер Лопез (Веома опасна романса)                |
| Адам Сандлер (Водоноша)                      | Гвинет Палтроу (Заљубљени Шекспир)                  |
| Вил Смит (Државни непријатељ)                | Лив Тајлер (Армагедон)                              |

## 2000-e
| 2000.                                                 |                                                     |
| Најбоља мушка улога                                   | Најбоља женска улога                                |
| Кијану Ривс (Матрикс)                                 | Сара Мишел Гелар (Окрутне намере)                   |
| Џим Кери (Човек на месецу)                            | Дру Баримор (Никад пољубљена)                       |
| Рајан Филипи (Окрутне намере)                         | Нев Кембел (Врисак 3)                               |
| Адам Сандлер (Мали диктатор)                          | Ешли Џад (Двоструки ризик)                          |
| Брус Вилис (Шесто чуло)                               | Џулија Робертс (Одбегла млада)                      |
| 2001.                                                 |                                                     |
| Најбоља мушка улога                                   | Најбоља женска улога                                |
| Том Круз (Немогућа мисија 2)                          | Џулија Робертс (Ерин Брокович)                      |
| Расел Кроу (Гладијатор)                               | Алија (Ромео мора умрети)                           |
| Омар Епс (Љубав и кошарка)                            | Кејт Хадсон (Корак до славе)                        |
| Мел Гибсон (Патриота)                                 | Џенифер Лопез (Ћелија)                              |
| Том Хенкс (Изгнаник)                                  | Џулија Стајлс (Заплешимо заједно)                   |
| 2002.                                                 |                                                     |
| Најбоља мушка улога                                   | Најбоља женска улога                                |
| Вил Смит (Али)                                        | Никол Кидман (Мулен руж!)                           |
| Расел Кроу (Блистави ум)                              | Кејт Бекинсејл (Перл Харбор)                        |
| Џош Хартнет (Перл Харбор)                             | Хали Бери (Бал монструма)                           |
| Вин Дизел (Паклене улице)                             | Анџелина Џоли (Лара Крофт: Пљачкаш гробница)        |
| Елајџа Вуд (Господар прстенова: Дружина прстена)      | Рис Видерспун (Правна плавуша)                      |
| 2003.                                                 |                                                     |
| Најбоља мушка улога                                   | Најбоља женска улога                                |
| Еминем (8 миља)                                       | Кирстен Данст (Спајдермен)                          |
| Вин Дизел (xXx)                                       | Хали Бери (Умри други дан)                          |
| Леонардо Дикаприо (Ухвати ме ако можеш)               | Кејт Хадсон (Како изгубити дечка за десет дана)     |
| Тоби Магвајер (Спајдермен)                            | Квин Латифа (Чикаго)                                |
| Виго Мортенсен (Господар прстенова: Две куле)         | Рис Видерспун (Алабама, слатки доме)                |
| 2004.                                                 |                                                     |
| Најбоља мушка улога                                   | Најбоља женска улога                                |
| Џони Деп (Пирати са Кариба: Проклетство Црног бисера) | Ума Терман (Кил Бил 1)                              |
| Мел Гибсон (Страдање Христово)                        | Дру Баримор (Педесет првих састанака)               |
| Том Круз (Последњи самурај)                           | Хали Бери (Готика)                                  |
| Бил Мари (Изгубљени у преводу)                        | Квин Латифа (Распад система)                        |
| Адам Сандлер (Педесет првих састанака)                | Шарлиз Трон (Монструм)                              |
| 2005.                                                 |                                                     |
| Најбоља мушка улога                                   | Најбоља женска улога                                |
| Леонардо Дикаприо (Авијатичар)                        | Линдси Лоан (Опасне девојке)                        |
| Мет Дејмон (Борнова надмоћ)                           | Рејчел Макадамс (Бележница)                         |
| Џејми Фокс (Реј)                                      | Натали Портман (Нешто заједничко)                   |
| Бред Пит (Троја)                                      | Хилари Сванк (Девојка од милион долара)             |
| Вил Смит (Љубавни терапеут)                           | Ума Терман (Кил Бил 2)                              |
| 2006.                                                 | 2007.                                               |
| Џејк Џиленхол (Планина Броукбек)                      | Џони Деп (Пирати са Кариба: Тајна шкриње)           |
| Стив Карел (4 банке, а невин)                         | Џерард Батлер (300 — Битка код Термопила)           |
| Рејчел Макадамс (Ноћни лет)                           | Џенифер Хадсон (Девојке из снова)                   |
| Хоакин Финикс (Ход по ивици)                          | Кира Најтли (Пирати са Кариба: Тајна шкриње)        |
| Рис Видерспун (Ход по ивици)                          | Бијонсе Ноулс (Девојке из снова)                    |
|                                                       | Вил Смит (У потрази за срећом)                      |
| 2008.                                                 |                                                     |
| Најбоља мушка улога                                   | Најбоља женска улога                                |
| Вил Смит (Ја сам легенда)                             | Елен Пејџ (Џуно)                                    |
| Мајкл Сера (Џуно)                                     | Ејми Адамс (Зачарана)                               |
| Мет Дејмон (Борнов ултиматум)                         | Џесика Бил (Чак и Лери, брак по мери)               |
| Шаја Лабаф (Трансформерси)                            | Кетрин Хајгл (Заломило се)                          |
| Дензел Вошингтон (Амерички гангстер)                  | Кира Најтли (Пирати са Кариба: На крају света)      |
| 2009.                                                 |                                                     |
| Најбоља мушка улога                                   | Најбоља женска улога                                |
| Зак Ефрон (Средњошколски мјузикл 3)                   | Кристен Стјуарт (Сумрак)                            |
| Кристијан Бејл (Мрачни витез)                         | Ен Хатавеј (Кад невесте зарате)                     |
| Вин Дизел (Паклене улице 4)                           | Тараџи П. Хенсон (Необични случај Бенџамина Батона) |
| Роберт Дауни Млађи (Гвоздени човек)                   | Анџелина Џоли (Тражен)                              |
| Шаја Лабаф (Под будним оком)                          | Кејт Винслет (Читач)                                |

## 2010-е
| 2010.                                                     |                                                      |
| Најбоља мушка улога                                       | Најбоља женска улога                                 |
| Роберт Патинсон (Млади месец)                             | Кристен Стјуарт (Млади месец)                        |
| Зак Ефрон (Поново 17)                                     | Сандра Булок (Мртав угао)                            |
| Тејлор Лаутнер (Млади месец)                              | Зои Салдана (Аватар)                                 |
| Данијел Радклиф (Хари Потер и Полукрвни Принц)            | Аманда Сајфрид (Драги Џоне)                          |
| Ченинг Тејтум (Драги Џоне)                                | Ема Вотсон (Хари Потер и Полукрвни Принц)            |
| 2011.                                                     |                                                      |
| Најбоља мушка улога                                       | Најбоља женска улога                                 |
| Роберт Патинсон (Сумрак сага: Помрачење)                  | Кристен Стјуарт (Сумрак сага: Помрачење)             |
| Зак Ефрон (Чарли Сент Клауд)                              | Џенифер Анистон (Моја назовижена)                    |
| Џеси Ајзенберг (Друштвена мрежа)                          | Натали Портман (Црни лабуд)                          |
| Тејлор Лаутнер (Сумрак сага: Помрачење)                   | Ема Стоун (Девојка на лошем гласу)                   |
| Данијел Радклиф (Хари Потер и реликвије Смрти: Први део)  | Ема Вотсон (Хари Потер и реликвије Смрти: Први део)  |
| 2012.                                                     |                                                      |
| Најбоља мушка улога                                       | Најбоља женска улога                                 |
| Џош Хачерсон (Игре глади)                                 | Џенифер Лоренс (Игре глади)                          |
| Џозеф Гордон-Левит (50/50)                                | Руни Мара (Мушкарци који мрзе жене)                  |
| Рајан Гозлинг (Возач)                                     | Ема Стоун (Та луда љубав)                            |
| Данијел Радклиф (Хари Потер и реликвије Смрти: Други део) | Ема Вотсон (Хари Потер и реликвије Смрти: Други део) |
| Ченинг Тејтум (И у добру и у злу)                         | Кристен Виг (Деверуше)                               |
| 2013.                                                     |                                                      |
| Најбоља мушка улога                                       | Најбоља женска улога                                 |
| Бредли Купер (У добру и у злу)                            | Џенифер Лоренс (У добру и у злу)                     |
| Бен Афлек (Арго)                                          | Ен Хатавеј (Јадници)                                 |
| Ченинг Тејтум (Врели Мајк)                                | Ема Вотсон (Чарлијев свет)                           |
| Данијел Деј-Луис (Линколн)                                | Мила Кунис (Меда)                                    |
| Џејми Фокс (Ђангова освета)                               | Ребел Вилсон (Савршени корак)                        |
| 2014.                                                     |                                                      |
| Најбоља мушка улога                                       | Најбоља женска улога                                 |
| Џош Хачерсон (Игре глади: Лов на ватру)                   | Џенифер Лоренс (Игре глади: Лов на ватру)            |
| Бредли Купер (Америчка превара)                           | Ејми Адамс (Америчка превара)                        |
| Чуетел Еџиофор (Дванаест година ропства)                  | Џенифер Анистон (Ми смо Милерови)                    |
| Леонардо Дикаприо (Вук са Вол Стрита)                     | Лупита Нјонго (Дванаест година ропства)              |
| Метју Маконахеј (Пословни клуб Далас)                     | Сандра Булок (Гравитација)                           |
| 2015.                                                     |                                                      |
| Најбоља мушка улога                                       | Најбоља женска улога                                 |
| Бредли Купер (Снајпериста)                                | Шејлин Вудли (Криве су звезде)                       |
| Енсел Елгорт (Криве су звезде)                            | Ема Стоун (Човек Птица)                              |
| Мајлс Телер (Ритам лудила)                                | Џенифер Лоренс (Игре глади: Сјај слободе - Први део) |
| Ченинг Тејтум (Рвање са лудилом)                          | Рис Видерспун (Дивљина)                              |
| Крис Прат (Чувари галаксије)                              | Скарлет Џохансон (Луси)                              |
| 2016.                                                     |                                                      |
| Најбоља мушка улога                                       | Најбоља женска улога                                 |
| Леонардо Дикаприо (Повратник)                             | Шарлиз Трон (Побеснели Макс: Ауто-пут беса)          |
| Мет Дејмон (Марсовац: Спасилачка мисија)                  | Морена Бакарин (Дедпул)                              |
| Рајан Ренолдс (Дедпул)                                    | Ана Кендрик (На путу до звезда)                      |
| Мајкл Б. Џордан (Крид: Рађање легенде)                    | Џенифер Лоренс (Џој)                                 |
| Крис Прат (Свет из доба јуре)                             | Дејзи Ридли (Звездани ратови: Буђење силе)           |
| Вил Смит (Пут победника)                                  | Алисија Викандер (Екс махина)                        |

| Година           | Глумац                         | Филм                 | Улога | Извор |
| ---------------- | ------------------------------ | -------------------- | ----- | ----- |
| 2017.            |                                |                      |       |       |
| Ема Вотсон       | Лепотица и звер                | Бел                  | [ 1 ] |       |
| Тараџи П. Хенсон | Невидљиви фактори              | Кетрин Гобл Џонсон   | [ 1 ] |       |
| Хју Џекман       | Логан                          | Џејмс Хаулет / Логан | [ 1 ] |       |
| Данијел Калуја   | Бежи!                          | Крис Вошингтон       | [ 1 ] |       |
| Џејмс Макавој    | Подељен                        | Кевин Вендел Крамб   | [ 1 ] |       |
| Хејли Стајнфелд  | Кад напуниш седамнаест         | Надин Френклин       | [ 1 ] |       |
| 2018.            |                                |                      | [ 1 ] |       |
| Чедвик Боузман   | Црни Пантер                    | Т'Чала / Црни Пантер | [ 2 ] |       |
| Тимоти Шаламе    | Скривена љубав                 | Елио Перлман         | [ 2 ] |       |
| Ансел Елгорт     | Возач                          | Мајлс (Бејби)        | [ 2 ] |       |
| Дејзи Ридли      | Ратови звезда: Последњи џедаји | Реј                  | [ 2 ] |       |
| Серше Ронан      | Бубамара                       | Кристин Макферсон    | [ 2 ] |       |
| 2019.            |                                |                      | [ 2 ] |       |
| Лејди Гага       | Звезда је рођена               | Али Мејн             | [ 3 ] |       |
| Амандла Стенберг | Та мржња коју сејеш            | Стар Картер          | [ 3 ] |       |
| Лупита Нјонго    | Ми                             | Ред                  | [ 3 ] |       |
| Рами Малек       | Боемска рапсодија              | Фреди Меркјури       | [ 3 ] |       |
| Сандра Булок     | Кутија за птице                | Малори               | [ 3 ] |       |

### 2020-е
| Година | Глумац          | Филм                         | Улога                     | Извор |
| ------ | --------------- | ---------------------------- | ------------------------- | ----- |
| 2021.  | Чедвик Боузман  | Ма Рејни: Мајка блуза        | Леви Грин                 | [ 4 ] |
| 2021.  | Саша Барон Коен | Суђење Чикашкој седморци     | Аби Хофман                | [ 4 ] |
| 2021.  | Данијел Калуја  | Јуда и црни месија           | Фред Хемптон              | [ 4 ] |
| 2021.  | Кери Малиган    | Жена која обећава            | Касандра Томас            | [ 4 ] |
| 2021.  | Зендеја         | Малколм и Мари               | Мари                      | [ 4 ] |
| 2022.  | Том Холанд      | Спајдермен: Пут без повратка | Питер Паркер / Спајдермен | [ 5 ] |
| 2022.  | Лејди Гага      | Гучијеви                     | Патриција Ређани          | [ 5 ] |
| 2022.  | Роберт Патинсон | Бетмен                       | Брус Вејн / Бетмен        | [ 5 ] |
| 2022.  | Сандра Булок    | Изгубљени град               | Лорета Сејџ               | [ 5 ] |
| 2022.  | Тимоти Шаламе   | Дина                         | Пол Атреид                | [ 5 ] |
| 2023.  | Том Круз        | Топ ган: Маверик             | Пит „Маверик” Мичел       | [ 6 ] |
| 2023.  | Остин Батлер    | Елвис                        | Елвис Пресли              | [ 6 ] |
| 2023.  | Флоренс Пју     | Не брини, драга              | Алис                      | [ 6 ] |
| 2023.  | Кики Палмер     | Не                           | Емералд „Ем” Хејвуд       | [ 6 ] |
| 2023.  | Мајкл Б. Џордан | Крид 3                       | Адонис „Дони” Крид        | [ 6 ] |